# Ta-tchang (Ču-ťi)
Ta-tchang (čínsky pchin-jinem Dàtáng, znaky 大唐) je čínské město v městské prefektuře Šao-sing, provincie Če-ťiang. Je součástí městského okresu Ču-ťi. Leží jižně od Chang-čou.

## Hospodářství
Do pozdních 70. let 20. století byl Ta-tchang vesnice, jejíž 1000 obyvatel se věnovalo pěstování rýže a v malých skupinách doma šilo ponožky, které poté prodávali v košících u dálnice. Rozvíjet se začalo po ekonomických reformách v zemi. Nejprve sloužilo jako centrum pro obchod s ponožkami díky vhodnému umístění u dálnice z Chang-čou do Ťin-chua. Poté zde byla založena průmyslová zóna a rychle se zde rozvinul textilní průmysl se zaměřením na punčochové a ponožkové zboží. Od 90. let 20. století se zde nevyrábí pouze ponožkové zboží, ale i potřebné suroviny a stroje.
Město vešlo ve známost pod názvem Ponožkové město (Sock City). Město každoročně vyrobí 8 miliard párů ponožek, což je třetina světové produkce ponožek. Fakticky by se zde vyrobily dva páry ponožek pro každého obyvatele Země v roce 2011. Počet obyvatel vzrostl na 60 tisíc. Se započítáním pracovních migrantů, kteří pocházejí především z provincií An-chuej, Che-nan a Jün-nan, zde žije přes sto tisíc obyvatel. Každá druhá domácnost se živí výrobou ponožek. Každoročně se zde koná ponožkový festival, kterého se účastní 100 tisíc nákupčích z celého světa.